# アカパプアクイナ
アカパプアクイナ(学名：Rallina rubra) は、ツル目クイナ科に分類される鳥類の一種である。

## 分布
ニューギニア島（インドネシア、パプアニューギニア）固有種。

## 形態
体長約18-22cm。雄は体の上面と胸と尾が赤褐色で、腹はにぶい赤褐色である。虹彩は褐色、嘴は黒色で先端と下嘴の基部は灰色、脚は黒色である。雌は翼の部分に白っぽい斑が散らばっている。また尾は雄よりも明るい茶褐色である。

## 生態
熱帯や亜熱帯の山地の森林の地上に生息する。

## 亜種
以下の3亜種に分類される。
- Rallina rubra rubra

基亜種。
- Rallina rubra telefolminensis
- Rallina rubra Klossi